# Сатія (Джорджія)
Сатія (англ. Satilla) — переписна місцевість (CDP) в США, в окрузі Джефф-Девіс штату Джорджія. Населення — 487 осіб (2020).

## Географія
Сатія розташована за координатами 31°47′31″ пн. ш. 82°33′33″ зх. д. / 31.79194° пн. ш. 82.55917° зх. д. (31.791866, -82.559167).  За даними Бюро перепису населення США в 2010 році переписна місцевість мала площу 7,81 км², з яких 7,77 км² — суходіл та 0,04 км² — водойми.

## Демографія
Згідно з переписом 2010 року, у переписній місцевості мешкала 421 особа в 161 домогосподарстві у складі 121 родини. Густота населення становила 54 особи/км².  Було 174 помешкання (22/км²).
Расовий склад населення:
| - 93,8 % — білих - 1,2 % — чорних або афроамериканців - 1,2 % — азіатів - 0,2 % — корінних американців - 3,6 % — осіб інших рас |

До двох чи більше рас належало 0,0 %. Частка іспаномовних становила 7,4 % від усіх жителів.
За віковим діапазоном населення розподілялося таким чином: 25,2 % — особи молодші 18 років, 59,8 % — особи у віці 18—64 років, 15,0 % — особи у віці 65 років та старші. Медіана віку мешканця становила 41,5 року. На 100 осіб жіночої статі у переписній місцевості припадало 100,5 чоловіків;  на 100 жінок у віці від 18 років та старших — 99,4 чоловіків також старших 18 років.
Середній дохід на одне домашнє господарство  становив 46 473 долари США (медіана — 36 719), а середній дохід на одну сім'ю — 55 084 долари (медіана — 46 176). За межею бідності перебувало 3,1 % осіб, у тому числі 0,0 % дітей у віці до 18 років та 0,0 % осіб у віці 65 років та старших.
Цивільне працевлаштоване населення становило 169 осіб. Основні галузі зайнятості: роздрібна торгівля — 34,9 %, освіта, охорона здоров'я та соціальна допомога — 33,1 %, виробництво — 17,2 %, будівництво — 8,3 %.